# Saint-Aubin-Rivière
Saint-Aubin-Rivière és un municipi francès situat al departament del Somme i a la regió dels Alts de França. L'any 2007 tenia 113 habitants.

## Demografia

### Població

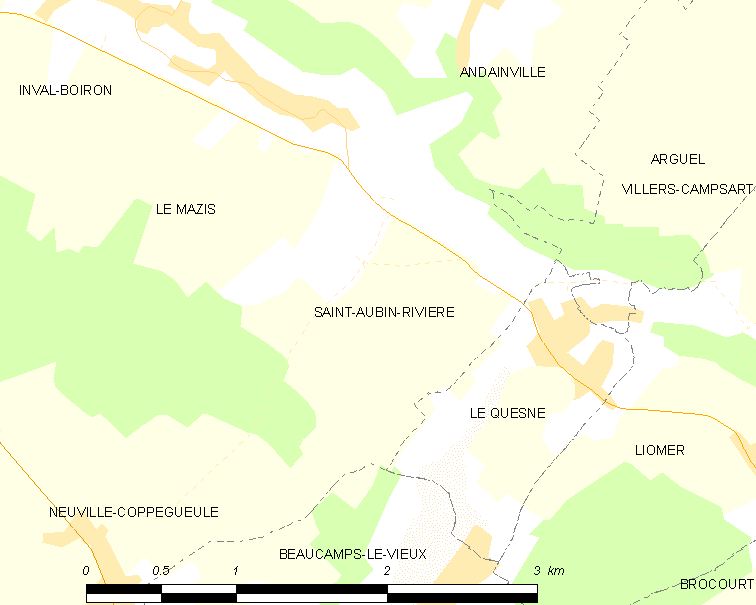

El 2007 la població de fet de Saint-Aubin-Rivière era de 113 persones. Hi havia 46 famílies de les quals 8 eren unipersonals (4 homes vivint sols i 4 dones vivint soles), 17 parelles sense fills, 17 parelles amb fills i 4 famílies monoparentals amb fills.
La població ha evolucionat segons el següent gràfic:
Habitants censats

### Habitatges

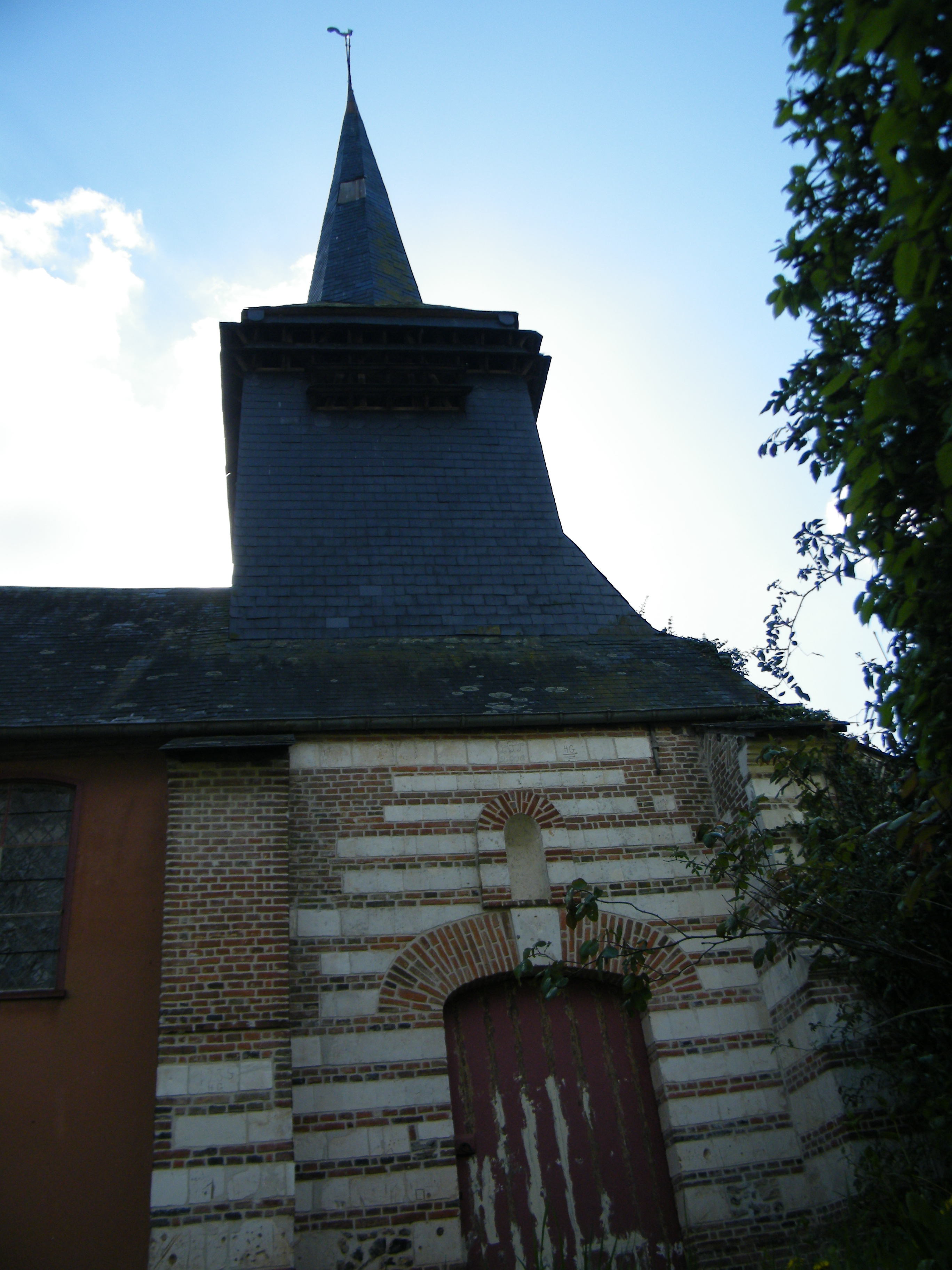

El 2007 hi havia 54 habitatges, 45 eren l'habitatge principal de la família, 7 eren segones residències i 2 estaven desocupats. Tots els 54 habitatges eren cases. Dels 45 habitatges principals, 43 estaven ocupats pels seus propietaris i 2 estaven llogats i ocupats pels llogaters; 5 tenien tres cambres, 10 en tenien quatre i 29 en tenien cinc o més. 25 habitatges disposaven pel capbaix d'una plaça de pàrquing. A 20 habitatges hi havia un automòbil i a 19 n'hi havia dos o més.

### Piràmide de població

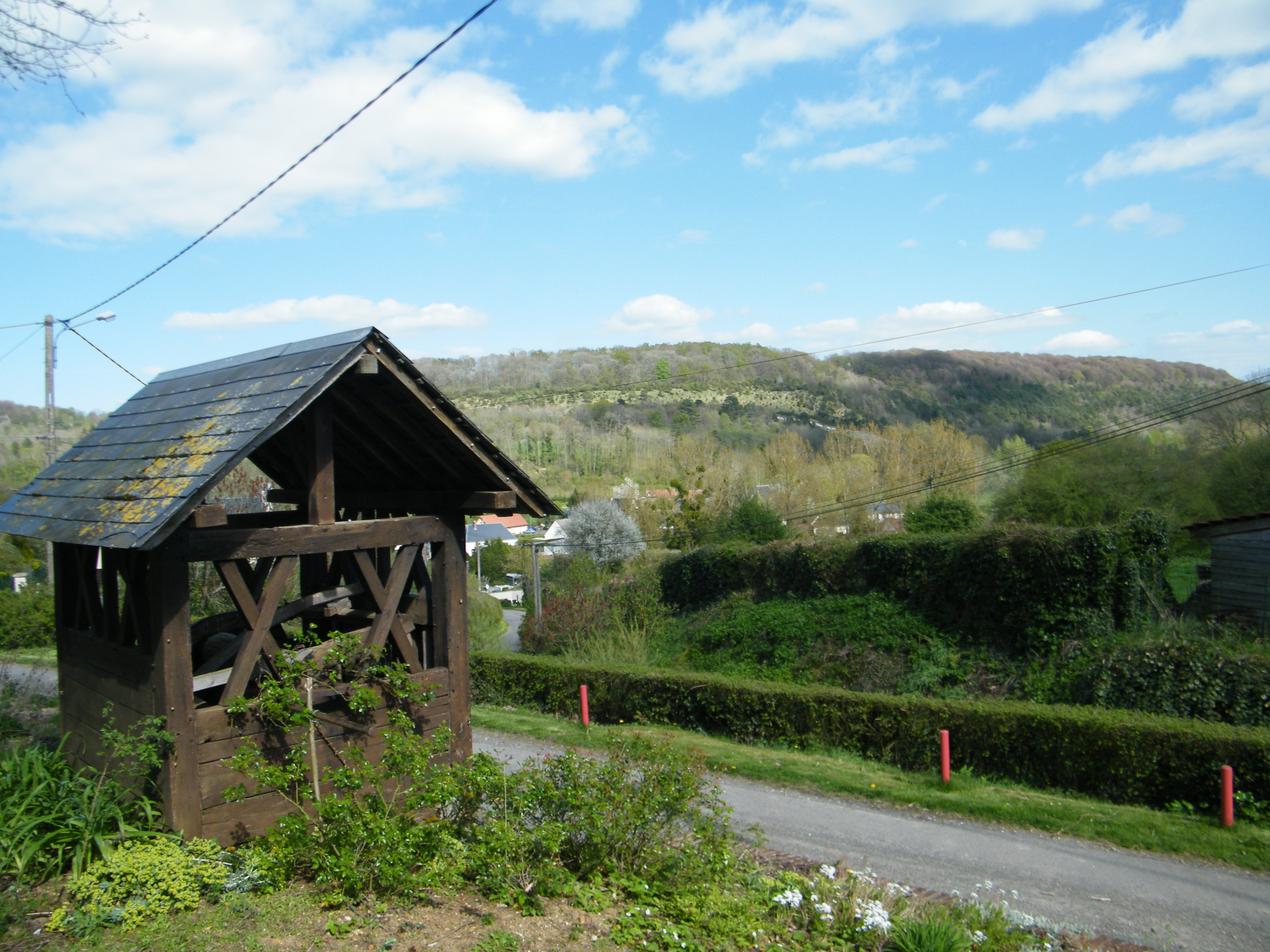

La piràmide de població per edats i sexe el 2009 era:
| Homes | Edats   | Dones |
| ----- | ------- | ----- |
| 0     | 95 o +  | 0     |
| 0     | 90 a 94 | 0     |
| 4     | 85 a 89 | 0     |
| 0     | 80 a 84 | 8     |
| 4     | 75 a 79 | 4     |
| 4     | 70 a 74 | 0     |
| 4     | 65 a 69 | 4     |
| 0     | 60 a 64 | 4     |
| 0     | 55 a 59 | 4     |
| 8     | 50 a 54 | 8     |
| 4     | 45 a 49 | 0     |
| 0     | 40 a 44 | 0     |
| 8     | 35 a 39 | 8     |
| 4     | 30 a 34 | 4     |
| 4     | 25 a 29 | 4     |
| 4     | 20 a 24 | 0     |
| 5     | 15 a 19 | 4     |
| 4     | 10 a 14 | 0     |
| 0     | 5 a 9   | 4     |
| 4     | 0 a 4   | 0     |

## Economia

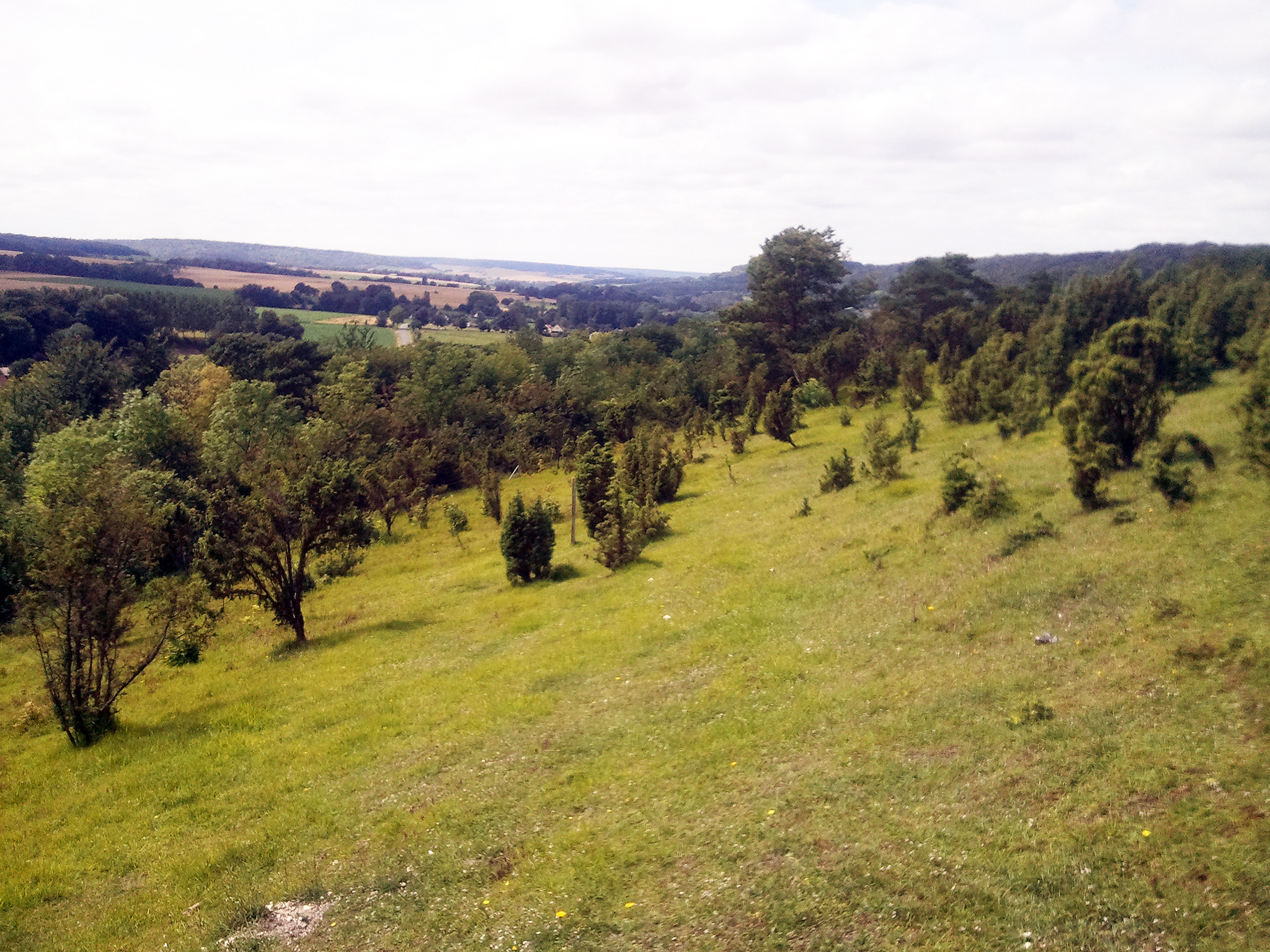

El 2007 la població en edat de treballar era de 72 persones, 52 eren actives i 20 eren inactives. De les 52 persones actives 48 estaven ocupades (28 homes i 20 dones) i 4 estaven aturades (2 homes i 2 dones). De les 20 persones inactives 11 estaven jubilades, 1 estava estudiant i 8 estaven classificades com a «altres inactius».
Activitats econòmiques
Dels 6 establiments que hi havia el 2007, 1 era d'una empresa de fabricació d'altres productes industrials, 2 d'empreses de comerç i reparació d'automòbils, 1 d'una empresa immobiliària, 1 d'una empresa de serveis i 1 d'una empresa classificada com a «altres activitats de serveis».
L'any 2000 a Saint-Aubin-Rivière hi havia 3 explotacions agrícoles que ocupaven un total de 279 hectàrees.

## Poblacions més properes

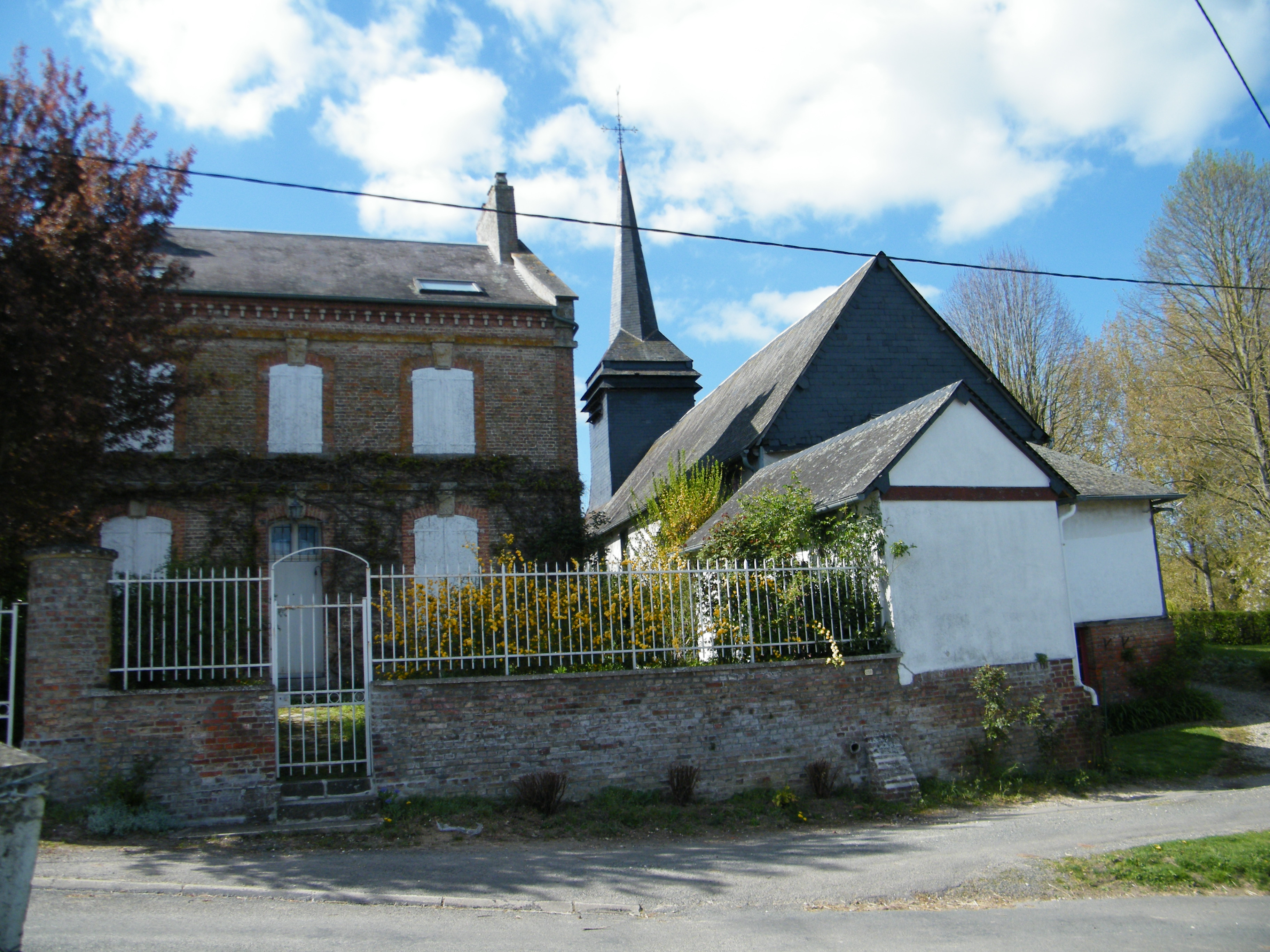

El següent diagrama mostra les poblacions més properes.